# Schrikkleur

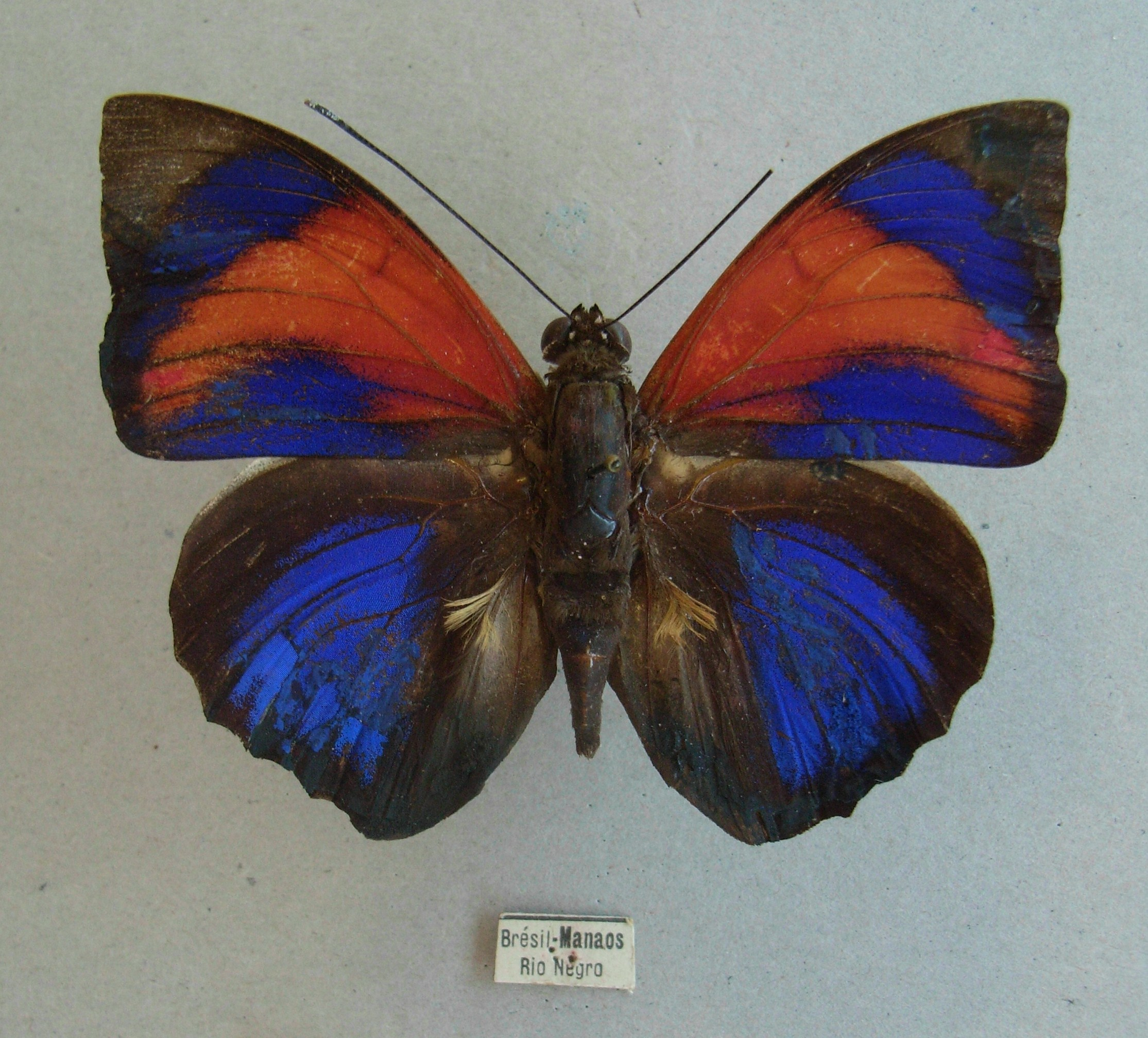
De vlinder Agrias claudina lecerfi heeft twee van de drie meest voorkomende schrikkleuren

Een schrikkleur is in de biologie een opvallend felle kleur met als doel vijanden te verjagen en soms ook wel om aandacht van het andere geslacht te trekken.
Voorbeelden zijn vlinders die in rust gevouwen vleugels hebben die aan de onderzijde meestal een schutkleur hebben maar als ze wegvliegen komen bij veel soorten felle vlekken tevoorschijn die vaak ogen voorstellen. De meest voorkomende schrikkleuren zijn rood, geel en blauw.
Sommige kikkers hebben felgekleurde dijen die pas te zien zijn als ze wegspringen. Anolissen en sommige kameleons gebruiken de felle keelzakken om af te schrikken en blauwtongskinken steken snel de blauwe tong uit als een roofvogel nadert, want vogels zien blauw als heel vies.
De kleuren van dieren die altijd een felle kleur hebben, zoals pijlgifkikkers en lieveheersbeestjes, worden signaal- of waarschuwingskleuren genoemd. Deze dieren zijn meestal giftig of scheiden een voor de spijsvertering irriterende stof af.